# Кукуљаново
Кукуљаново је насељено место у саставу града Бакра у Приморско-горанској жупанији, Република Хрватска.

## Историја
До територијалне реорганизације у Хрватској налазило се у саставу старе општине Ријека.

## Становништво
На попису становништва 2011. године, Кукуљаново је имало 905 становника.

## Попис1991.
На попису становништва 1991. године, насељено место Кукуљаново је имало 775 становника, следећег националног састава:
| Попис 1991.‍  | Попис 1991.‍  | Попис 1991.‍ | Попис 1991.‍ | Попис 1991.‍ |
| ------------ | ------------ | ----------- | ----------- | ----------- |
|              |              |             |             |             |
| Хрвати       | Хрвати       |             | 642         | 82,83%      |
| Срби         | Срби         |             | 36          | 4,64%       |
| Југословени  | Југословени  |             | 35          | 4,51%       |
| Албанци      | Албанци      |             | 12          | 1,54%       |
| Муслимани    | Муслимани    |             | 11          | 1,41%       |
| Мађари       | Мађари       |             | 7           | 0,90%       |
| Црногорци    | Црногорци    |             | 4           | 0,51%       |
| Словенци     | Словенци     |             | 3           | 0,38%       |
| Македонци    | Македонци    |             | 1           | 0,12%       |
| неопредељени | неопредељени |             | 14          | 1,80%       |
| регион. опр. | регион. опр. |             | 1           | 0,12%       |
| непознато    | непознато    |             | 9           | 1,16%       |
| укупно: 775  |              |             |             |             |